# RWM (Zeitzeichensender)
RWM ist das Rufzeichen dreier starker russischer Zeitzeichensender des VNIIFTRI in der Nähe von Moskau. Sie senden auf mehreren Kurzwellen-Frequenzen (4,996 MHz, 9,996 MHz und 14,996 MHz).
Wegen ihrer hohen Abstrahlleistung sind sie in fast ganz Eurasien und darüber hinaus zu empfangen. Sie senden aber nicht im Dauerbetrieb (wie etwa WWV in den USA und Hawaii), sondern zwischen den Frequenzen wechselnd. Die Sendezeiten werden von Zeit zu Zeit etwas geändert. Mehrmals monatlich werden halbtägige Servicepausen eingeschaltet.
Die Signale sind kurze Zehntelsekunden- und längere Sekundenpunkte mit spezieller Minutenkennung. Als Stundenkennung dient ein Koinzidenzsignal.